# Booking.com
Booking.com은 호텔 등의 숙박 시설에 대한 온라인 예약을 다루는 웹사이트 및 애플리케이션 프로그램이다. 회사 Booking.com B.V은 네덜란드 암스테르담에 본사를 둔 이 서비스를 운영하는 온라인 여행 에이전시이며, 부킹홀딩스의 자회사이다.

## 같이 보기
- 익스피디아
- 별장
- 민박